# アルキビアデス

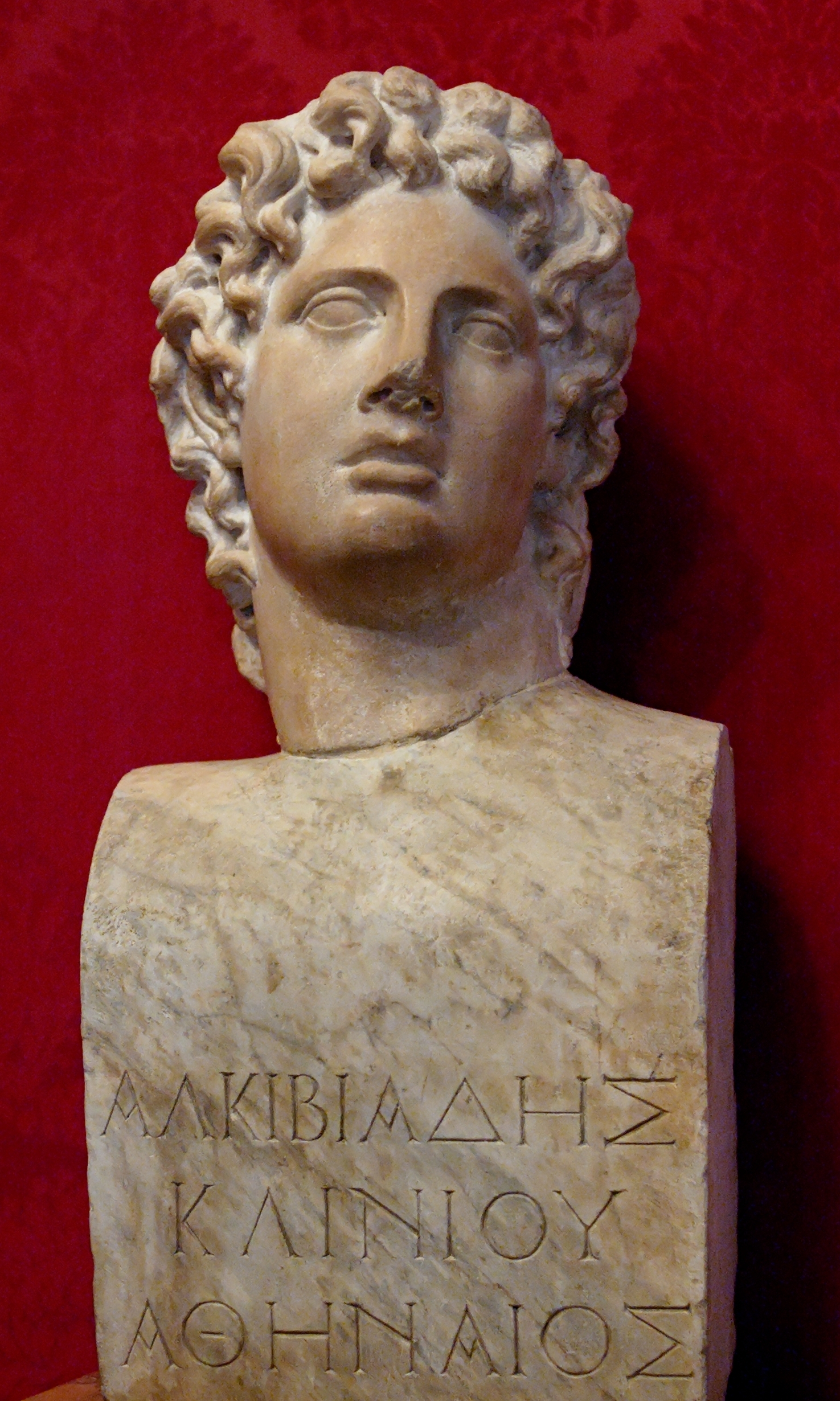
アルキビアデスの像

アルキビアデス（古代ギリシア語: Αλκιβιάδης、古代ギリシア語ラテン翻字: Alkibiádēs、紀元前450年頃 - 紀元前404年）は、アテナイの政治家、軍人。ソクラテスの弟子である。アテナイの政敵により一時追放されたため敵国スパルタに味方し、結果的にペロポネソス戦争でアテナイを敗戦に導いた。

## 生涯

### シケリア遠征
アルキビアデスはクレイニアスとディノマケーの子供として生まれた。
アルキビアデスが活躍した時代は、ペロポネソス戦争である。ペロポネソス戦争では、ペリクレスの提唱した籠城作戦が通用しなくなり（スパルタが遠征するようになり、補給路が絶たれるおそれがあった）、新たな局面を迎えていた。ペリクレスは疫病で死亡してしまったので、彼以外の有力な政治家たちが次の手を考えねばならなかった。
アルキビアデスの政敵でもあるニキアスが停戦を提唱し、紀元前421年のニキアスの和約によってアテナイ率いるデロス同盟とスパルタ率いるペロポネソス同盟は講和することになった。しかし、主戦論を唱えるアルキビアデスはそれを破って再び戦争を再開させ、同盟国を助けに行くとの名目でシケリア全土を支配下に置くべくシケリア遠征を提案し、ニキアスと共に二人の司令官の一人として参加した。

### スパルタ亡命
アルキビアデスは傲慢な性格であったが故に、政敵が多かった。到着後、すぐに前に起こったヘルメース像破壊事件の容疑者にされてしまい、政敵たちによってアテナイへの帰国命令が出たため、彼はスパルタに亡命した。アルキビアデスはアテナイの内部情報を流し、シチリア島防衛をスパルタ側に主張した。その結果、スパルタはシチリア島にギュリッポス率いる軍隊を派遣し、徹底抗戦をすることにした。
スパルタ軍によってシチリア軍は鍛え上げられ、アテナイは膨大な戦力を投入したにもかかわらず、アテナイのシチリア遠征は惨憺たる結果に終わった（紀元前413年）。遠征軍は降伏し、司令官のニキアスとデモステネスは降伏したものの、シュラクサイによって処刑された。さらにこの事件はシュラクサイのペロポネソス戦争参戦と言う結果をも招いた。

### ペルシア亡命
アルキビアデスはスパルタでは顧問のような位置でアテナイへの穀物輸送の要地デケレアへの砦建築を提案したり、アケメネス朝ペルシアにスパルタへの援助の交渉のために向かったりした。しかし、スパルタの王妃を寝取ったことでスパルタとの関係は悪化し、ペルシア帝国のサトラップであったティッサフェルネスのもとへと亡命した。

### 暗殺
紀元前411年にアテナイで寡頭政権が樹立されるとアルキビアデスは帰国を許され、返り咲いた。その後、サモス島アテナイ駐留軍の指揮官になり、紀元前410年にスパルタ軍を破る。しかし、紀元前406年艦隊副将の独断による敗戦の責任を咎められトラキアに亡命する。亡命先のフリュギアで太守ファルナバゾスの厚遇を受けるも、スパルタからの要請によって暗殺された。もしくは、女性関係のこじれで殺された。

## 人物
彼は才能、容姿、家柄、人望全てにおいて卓越した人物であったようであり、徳にせよ悪徳にせよ彼に勝る者はいないとまで言われた。彼の美貌は男性・女性ともに愛され、愛人が絶えなかったようである。また、弁舌の才にも恵まれており、他者を言い負かしたり、民衆を扇動することに優れていた。
幼い頃から傲慢・横暴で、自らの優れた才能を愛し、凡人である他者を見下していた。それに反し、自らよりも優れていると判断した人物に対しては並々ならぬ尊敬の念と情熱を注いだ。師匠であるソクラテスにおいては、ソクラテスが他者を見ただけで嫉妬心を覚えるほど心酔しており、その美貌で何度も彼を誘惑していた（しかし自制心の強靭なソクラテスには全て無意味であった）。